# Tragia sanjappae
Tragia sanjappae là một loài thực vật có hoa trong họ Đại kích. Loài này được Chakrab. & N.P.Balakr. mô tả khoa học đầu tiên năm 2006.